# フロリン・イオニタ
フロリン・イオニタ（Florin Ioniță、1990年4月5日 - ）は、ルーマニアのラグビーユニオン選手。

## プロフィール
- ルーマニア・ブカレスト出身[1]。
- ポジションはウィング(WTB)、センター(CTB)。
- 身長 195cm、体重 96kg
- ルーマニア代表通算キャップ数は20でラグビーワールドカップ2015のルーマニア代表に選ばれた[2]。

## 略歴
ブカレスト・ウルブズを経て、2013年、CSAステアウア・ブクレシュティに加入。